# Joseph Cordeiro
Pour les articles homonymes, voir Cordeiro (homonymie).
Joseph Cordeiro, né le 19 janvier 1918 à Bombay en Inde et mort le 12 février 1994 à Karachi, est un cardinal pakistanais, archevêque de Karachi au Pakistan de 1958 à sa mort.

## Biographie

### Prêtre
Joseph Cordeiro fait des études de philosophie et de théologie au séminaire du Christ-Roi, à Karachi, Bombay, l'Université d'Oxford et le séminaire de Kandy au Sri Lanka. Il est ordonné prêtre le 24 août 1946 pour le diocèse pakistanais de Karachi.

### Évêque
Après différents ministères à Hyderabad, Karachi ou Quetta, il est nommé archevêque de Karachi le 7 mai 1958 et est consacré le 24 août suivant.
Il le restera pendant 25 ans jusqu'à sa mort en 1994.

### Cardinal
Il est créé cardinal par le pape Paul VI lors du consistoire du 5 mars 1973, avec le titre de cardinal-prêtre de S. Andrea delle Fratte. Il est le premier cardinal pakistanais.